# Oedilepia striginervella
Oedilepia striginervella är en fjärilsart som beskrevs av George Francis Hampson 1903. Oedilepia striginervella ingår i släktet Oedilepia och familjen mott. Inga underarter finns listade i Catalogue of Life.